# Syria na Igrzyskach Azjatyckich 2018
Syria na Igrzyskach Azjatyckich 2018 – jedna z reprezentacji uczestnicząca na igrzyskach azjatyckich rozegranych w Dżakarcie i Palembangu w dniach 18 sierpnia – 2 września. W kadrze wystąpiło 84 zawodników, którzy zdobyli jeden brązowy medal. Chorążym podczas ceremonii otwarcia został koszykarz Abdulwahab Al-Hamwi.

## Medale
| Medal | Zawodnik         | Dyscyplina    | Konkurencja    | Data        |
| ----- | ---------------- | ------------- | -------------- | ----------- |
| brąz  | Majd Eddin Ghzal | Lekkoatletyka | Skok wzwyż (M) | 27 sierpnia |